# Gammarotettix bovis
Gammarotettix bovis är en insektsart som beskrevs av Rehn, J.A.G. 1941. Gammarotettix bovis ingår i släktet Gammarotettix och familjen grottvårtbitare. Inga underarter finns listade i Catalogue of Life.